# Joe Coen
Joe Coen (Atomic City, 11 marzo 1947 – Deserto del Mojave, 31 ottobre 2016) è stato un attore statunitense.

## Filmografia

### Attore
- City Rats (2009)
- La Bibbia (The Bible), nell'episodio "Il Messia" (2013)
- Son of God (2014)
- Da Vinci's Demons (Da Vinci's Demons), nell'episodio "Il Sole e la Luna" (2014)
- The Lost Honour of Christopher Jefferies, nell'episodio "Part One" (2014)

### Doppiatore
- Crysis 2 (Crysis 2) (2011) Videogame
- Crysis 3 (Crysis 3) (2013) Videogame